# コノン (神話編纂家)
コノン（古希: Κόνων, Konōn）は、アウグストゥス時代（紀元前63年-紀元前14年）の古代ギリシアの文法学者、神話作家である。カッパドキアの王アルケラオス・ピロパトルに献じられた、神話と英雄の時代、特に植民都市の創建に関する50の物語を集めた『物語』（Διηγήσεις, Diegeseis）の著者とされる。
作品は現存しないが、その梗概がコンスタンティノープルの9世紀の総主教であるフォティオスの『ビブリオテケ』に保存されている。フォティウスはコノンのアッティカ様式を称賛し、ダマスクスのニコラオスは彼から多くを借りたと述べている。この要約には、ゲール（Gale）、トイヘル（Teucher）、カンネ（Kanne）による別の版がある。
ディオン・クリュソストモスはこの名前の修辞学者について言及している。